# Edmond Dewandre
Pour les autres membres de la famille, voir Famille Dewandre.
Edmond Dewandre, né le 1er juin 1855 à Charleroi et y décédé le 29 novembre 1925 est un homme politique libéral belge, avocat, magistrat et député à la Chambre des représentants.

## Biographie
Edmond Dewandre est le fils de Barthel Dewandre (1822-1893) et de Jenny De Haussy (1830-1907). Il épouse Juliette de Lalieux (1853-1928) avec qui il a trois enfants : Léon (1886-1961), Madeleine (1882 1969) et Fernand (1889 1972).
Il obtient un diplôme de docteur en droit de l'Université de Bruxelles en 1879. Il s'inscrit au barreau de Charleroi en 1882 et entre dans la magistrature en 1883 comme substitut du Procureur du Roi auprès du tribunal de première instance de Charleroi.
Il démissionne de ce poste pour remplacer son père en qualité de membre du Comptoir d'Escompte de la Banque Nationale. Il reste à ce poste jusqu'à son décès.
En 1898, il est au côté d'Émile Buisset pour rénover l'Association libérale de Charleroi.
De 1904 à 1908, il est député de Charleroi à la Chambre des représentants sur la liste libérale. Après un échec électoral en 1908, il est de nouveau élu député en 1912 et réélu en 1914. Il démissionne de ce poste en avril 1914 pour raison de santé.
Après la Première Guerre mondiale, il reste actif au sein de l'Association libérale de Charleroi dont il est le président d'honneur mais se retire progressivement de la politique en raison de ses problèmes de santé.

## Distinctions
- Chevalier de l'ordre de Léopold en mai 1914 (Belgique).

## Sources
1. 1 2  « Edmond Dewandre, une belle conscience s'est éteinte », La Gazette de Charleroi,‎ 1er décembre 1925, p. 1 (lire en ligne)
2. ↑  « Nécrologie », L'Indépendance Belge,‎ 1er décembre 1925, p. 4 (lire en ligne )

- Liberaal Archief